# Василівська сільська рада (Чутівський район)
Васи́лівська сільська́ ра́да — адміністративно-територіальна одиниця та орган місцевого самоврядування в Чутівському районі Полтавської області. Адміністративний центр — село Василівка.

## Загальні відомості
- Населення ради: 1498 осіб (станом на 2001 рік)

## Населені пункти
Сільській раді були підпорядковані населені пункти:
- c. Василівка
- с. Лозуватка
- с. Розпашне

## Склад ради
Рада складалася з 12 депутатів та голови.
- Голова ради: Ярошенко Лариса Володимирівна
- Секретар ради: Орисенко Тамара Миколаївна

### Керівний склад попередніх скликань
| Прізвище, ім'я, по батькові   | Основні відомості                                                             | Дата обрання | Дата звільнення |
| ----------------------------- | ----------------------------------------------------------------------------- | ------------ | --------------- |
| Ярошенко Лариса Володимирівна | Сільський голова, 1968 року народження, освіта незакінчена вища, позапартійна | 26.03.2006   | 31.10.2010      |
| Ярошенко Лариса Володимирівна | Сільський голова, 1968 року народження, освіта незакінчена вища, позапартійна | 31.10.2010   | 25.10.2015      |
| Ярошенко Лариса Володимирівна | Сільський голова, 1968 року народження, освіта вища, безпартійна              | 25.10.2015   |                 |

Примітка: таблиця складена за даними сайту Верховної Ради України та ЦВК

### Депутати VII скликання
За результатами місцевих виборів 2015 року депутатами ради стали:

#### За суб'єктами висування
| Суб'єкт висування              | Кількість обраних депутатів | %     |
| ------------------------------ | --------------------------- | ----- |
| Самовисування                  | 9                           | 75.00 |
| Аграрна партія України         | 2                           | 16.67 |
| Політична партія «Рідне місто» | 1                           | 8.33  |

#### За округами
| № округу | Прізвище, ім'я, по батькові     | Ким висунуто                   | Дата нар.  | Освіта              | Партійна приналежність       | Відомості                                             |
| -------- | ------------------------------- | ------------------------------ | ---------- | ------------------- | ---------------------------- | ----------------------------------------------------- |
| 1        | Демиденко Ольга Григорівна      | Аграрна партія України         | 16.03.1966 | вища                | член Аграрної партії України | СТОВ «Ніка», комірник                                 |
| 2        | Горбань Ігор Іванович           | Самовисування                  | 07.02.1984 | вища                | безпартійний                 | тимчасово не працює                                   |
| 3        | Кривонос Олена Іванівна         | Політична партія «Рідне місто» | 10.07.1960 | вища                | безпартійна                  | Василівська ЗОШ І-ІІІ ступенів, директор              |
| 4        | Могильна Яніна Володимирівна    | Самовисування                  | 14.02.1980 | професійно-технічна | безпартійна                  | Чутівський районний суд Полтавської області, секретар |
| 5        | Клименко Олександр Сергійович   | Самовисування                  | 25.05.1980 | вища                | безпартійний                 | Василівська АЗПСМ, фельдшер                           |
| 6        | Марюшко Людмила Володимирівна   | Самовисування                  | 16.06.1960 | професійно-технічна | безпартійна                  | Василівська сільська рада, головний бухгалтер         |
| 7        | Орисенко Тамара Миколаївна      | Самовисування                  | 16.11.1965 | вища                | безпартійна                  | Василівська сільська рада, секретар                   |
| 8        | Артюх Валентина Григорівна      | Самовисування                  | 20.05.1960 | загальна середня    | безпартійна                  | СТОВ «Ніка», завідувачка                              |
| 9        | Кожокарь Ольга Федорівна        | Самовисування                  | 09.12.1964 | загальна середня    | безпартійна                  | СТОВ «Ніка», комірник                                 |
| 10       | Кошка Тетяна Миколаївна         | Аграрна партія України         | 12.07.1982 | вища                | член Аграрної партії України | СТОВ «Ніка», економіст                                |
| 11       | Хирна Зоя Олександрівна         | Самовисування                  | 16.05.1975 | загальна середня    | безпартійна                  | тимчасово не працює                                   |
| 12       | Величко Володимир Олександрович | Самовисування                  | 19.05.1966 | загальна середня    | безпартійний                 | тимчасово не працює                                   |